# Nymphicula samoensis
Nymphicula samoensis is een vlinder uit de familie van de grasmotten (Crambidae), uit de onderfamilie van de Acentropinae. De wetenschappelijke naam van deze soort is voor het eerst gepubliceerd in 2014 door David John Lawrence Agassiz. Deze soort is in 1935 reeds beschreven door Tams als Cataclysta dialitha, maar aangezien Cataclysta dialitha een bestaande combinatie voor een andere soort is (homoniem), is door Agassiz deze nieuwe naam voorgesteld.
De soort komt voor in Samoa (Savai'i).